# Paulette Sarcey
Pour les articles homonymes, voir Sarcey.
Paulette Sarcey, née Paula Szlifke le 11 avril 1924 dans le 12e arrondissement de Paris et morte le 4 mai 2020 à Montreuil, est une résistante française membre des FTP-MOI (Francs-Tireurs et Partisans Main d'Oeuvre Immigrée).

## Biographie

### Enfance
Paulette Sarcey naît sous le nom de Paula Szlifke le 11 avril 1924 dans le 12e arrondissement de Paris, au sein d'une famille d'origine polonaise. Son père Froim (Efrayim) Szlifke est ouvrier du cuir et militant syndicaliste et communiste. Il a déjà fait de la prison dans son pays ; sa mère, Jenta (Yentil) née Przepiorka, travaille dans la confection. Le couple, en proie à l’antisémitisme sévissant en Pologne, part pour la France en 1923. Très vite, Paulette Sarcey rencontre les milieux communistes et syndicalistes du quartier de Belleville.

### Résistance
Paulette Sarcey rejoint la Résistance dès 1940, à l’âge de 16 ans, avec d’autres jeunes communistes, notamment Henri Krasucki, son compagnon d'alors. Elle refuse par ailleurs le port de l'étoile jaune.

### Arrestation et déportation
Paulette Sarcey, « Martine » dans la clandestinité, est arrêtée le 23 mars 1943 par la police française après une dénonciation. Sa dernière adresse est au 14 rue de Vaucouleurs, Paris 11e. Elle est conduite au petit dépôt de la préfecture de Police de Paris où elle est durement interrogée. À peine remise, elle est conduite à Drancy et déportée vers le camp de concentration d’Auschwitz par le convoi 55, en date du 23 juin 1943. À Auschwitz, elle devient le matricule 46 650. Elle est évacuée pendant une marche de la mort de janvier 1945 vers le camp de Ravensbrück (Brandebourg) en Allemagne puis celui de Neustadt-Glewe (Mecklembourg-Poméranie-Occidentale), en Allemagne, d’où elle est libérée le 2 mai 1945.

### Retour en France
De retour en France, Paulette Sarcey retrouve sa famille miraculeusement épargnée : ses parents, Efrayim et Yentil Szlifke, ainsi que son frère Robert, ont survécu à la Shoah en France. Robert Szlifke avait été caché dans une famille catholique française à Chahaignes dans la Sarthe et ses parents s'étaient cachés dans leur atelier parisien. Son père est mort en 1972, sa mère en 1981, son frère en 2019.
Elle reprend immédiatement ses activités militantes, s'investissant notamment au sein de l'Union des juifs pour la résistance et l'entraide (UJRE) et de sa Commission centrale de l’enfance (CCE).
En 1947, Paula Szlifke épouse Max Swiczarczyk-Sarcey (1926-2003), lui aussi résistant et membre des FTP MOI. Ils ont eu deux enfants, Michèle et Claude. Elle a vécu à Montreuil en Seine-Saint-Denis.
Paulette Sarcey contribue à faire prendre conscience de l'horreur des camps : « j’avais promis à mes camarades de déportation de tout raconter » et elle poursuit son engagement au Parti communiste français jusqu'à la fin de sa vie.

### Mort
Paulette Sarcey meurt le 4 mai 2020 à Montreuil en Seine-Saint-Denis,.

## Distinctions
- Chevalier de la Légion d'honneur[Quand ?]
- Médaille militaire[Quand ?]
- Croix de guerre 1939–1945[Quand ?]

## Ouvrage
- Paulette Sarcey (avec Karen Taïeb), Paula, survivre obstinément, éditions Tallandier, 2015,  (ISBN 979-10-210-1033-8)[10].

### Vidéos et émissions de radio
- Nous étions des combattants de Pierre Chassagieux et Pauline Richard, produit par Mémoire des Résistants Juifs de la M.O.I. (commande DVD © MRJ-MOI[PDF] + bande-annonce[vidéo])
- Cité de la Muette de Jean-Patrick Lebel, coffret DVD consacré au camp de Drancy, recueil de témoignages dont celui de Paulette Sarcey, éditions Ciné-Archives et Périphérie, 2020 (commande DVD + bande-annonce)
- Paulette Sarcey, juive communiste et résistante à Auschwitz, un documentaire radiophonique de Valérie Nivelon et Maxime Grember réalisé en janvier 2020 pour l'émission La marche du monde sur RFI.
- Témoignage de Paulette Sarcey, rescapée de la Shoah (© Mémorial de la Shoah)
- Paulette Sarcey et la CCE - Interview du 20 octobre 2015 - (© MRJ-MOI)